# Air Itam (Penukal)
Air Itam is een bestuurslaag in het regentschap Muara Enim van de provincie Zuid-Sumatra, Indonesië. Air Itam telt 4962 inwoners (volkstelling 2010).